# Шумада Наталія Сергіївна
Наталія Сергіївна Шумада — український вчений-фольклорист, доктор філологічних наук (1984), професор (1993).
Народилася 12 червня 1926 р. в с. Ладан Чернігівської обл. Закінчила Київський державний університет ім. Т. Г. Шевченка (1949). З 1954 р. працює в Інституті мистецтвознавства, фольклористики та етнології ім. М. Т. Рильського НАН України. В 1996 р. очолила кафедру філології Київського державного інституту театрального мистецтва ім І Карпенка-Карого.
Автор багатьох книг з україно-болгарських фольклористичних зв'язків, сценаріїв кінокартин «Слово — пісня» (1963), «Дружба» (1984), «Пісенна пам'ять про війну» (1986) тощо.
Померла 5 листопада 2013 року в м. Київ.